# Anthéridie

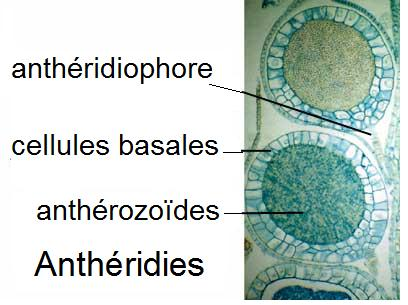
Anthéridie.

L'anthéridie est le gamétange mâle des Embryophytes (anciennement appelés Archégoniates) c'est l'organe de production et de stockage des gamètes mâles haploïdes (appelés anthérozoïdes ou spermatozoïdes).
L'équivalent femelle de l'anthéridie est l'archégone.

## Chez les Mousses et les Fougères
Les anthéridies sont présentes dans la génération gamétophytique des végétaux inférieurs comme les mousses et les fougères et aussi dans les psilotophytes, plantes primitives vasculaires.
Typiquement, une anthéridie, qui dérive d'une cellule souche unique, est constituée de cellules stériles et de tissu spermatogène. Les cellules stériles peuvent former une structure d'appui central ou entourer le tissu reproducteur d'une enveloppe protectrice. Les cellules reproductrices donnent des spermatozoïdes par division cellulaire mitotique. Chez les bryophytes, les anthéridies sont portées par un anthéridiophore, structure un peu analogue à une tige qui porte les anthéridies à son sommet.
Lorsque l'anthéridie arrive à maturité, ses parois se liquéfient et les spermatozoïdes ciliés migrent dans l'eau jusqu'à l'oosphère.

## Chez les Gymnospermes et les Angiospermes
Chez de nombreux Gymnospermes et tous les Angiospermes, les gamétophytes mâles sont réduits à des grains de pollen et les anthéridies à une cellule générative unique au sein du grain de pollen. Au cours de la pollinisation, cette cellule générative se divise et donne naissance à deux noyaux de spermatozoïdes.

## Problème lié à la traduction du terme anglaisantheridium
De même que le terme anglais gametangium regroupe à la fois les termes français « gamétanges » et « gamétocystes », le terme anglais antheridium regroupe à la fois les termes français « anthéridies » (c'est-à-dire « gamétanges mâles ») et « gamétocystes mâles ».

## Galerie

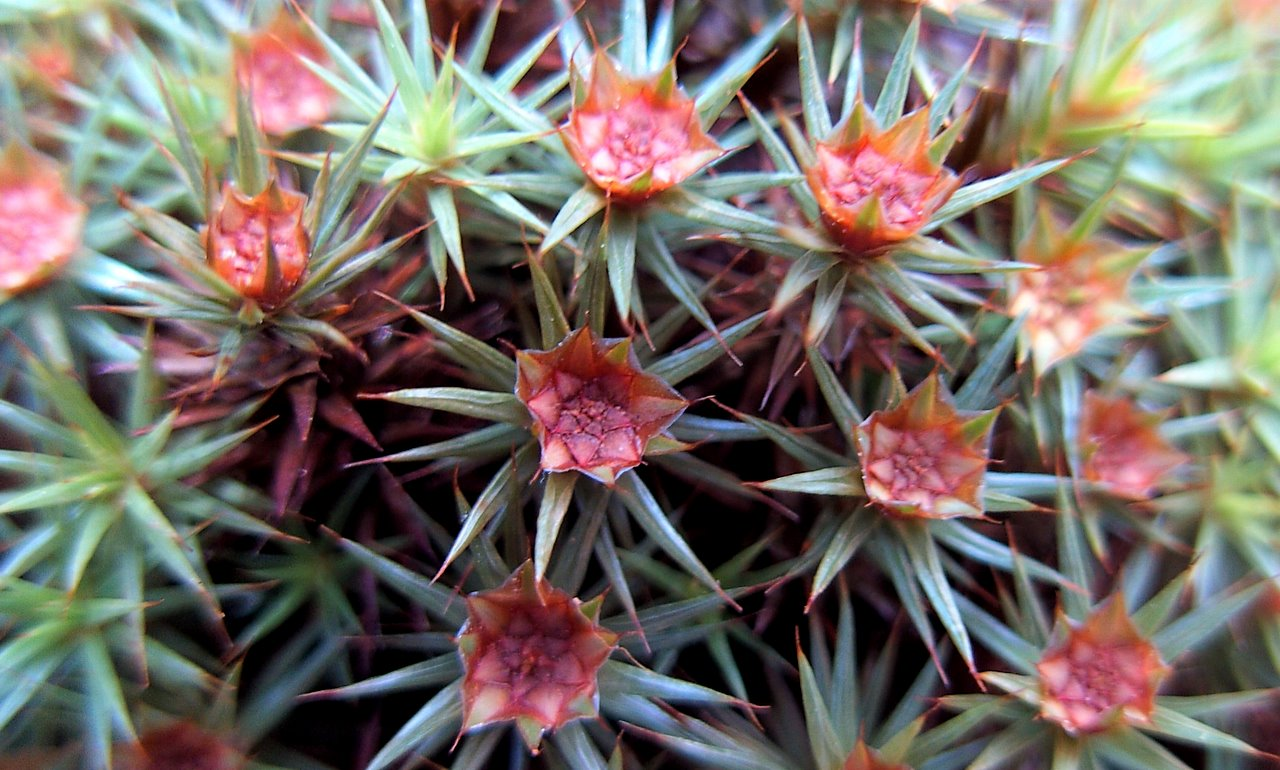
Apex de tige d'une mousse, transformé en involucre de petites feuilles enveloppant les anthéridies.
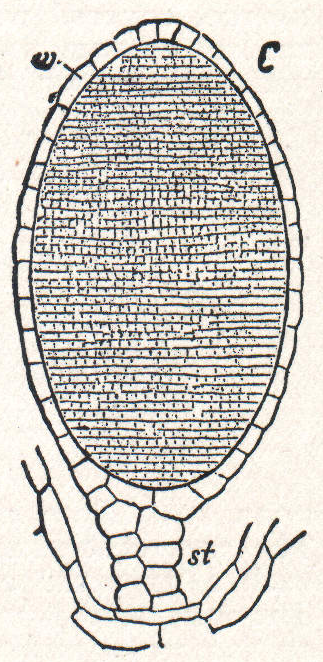
Dessin d'une coupe d'anthéridie d’une espèce d'hépatiques.